# 新倫敦 (新罕布什爾州普查規定居民點)
新倫敦（英語：New London）是位於美國新罕布什爾州梅里馬克縣的普查規定居民點。

## 人口
根據2020年美國人口普查的數據，新倫敦的面積為2.88平方千米，皆為陸地。當地共有人口1266人，而人口密度為每平方千米439.58人。